# Afval Energie Bedrijf
Het Afval Energie Bedrijf (AEB) is een afvalverwerkingsbedrijf in de Nederlandse stad Amsterdam. Het bedrijf, dat onderdeel is van de gemeente Amsterdam, verwerkt afval uit Amsterdam en uit de regio, en heeft de beschikking over twee afvalverbrandingsinstallaties in het Westelijk Havengebied. Deze installaties gebruiken de bij de verbranding vrijkomende warmte voor het opwekken van energie.

## Verzelfstandiging
AEB was een dienst van de gemeente Amsterdam en de belangrijkste taak was verbranden van huishoudelijk afval van Amsterdam en omringende gemeenten. Aan het einde van de 20e eeuw viel het besluit de capaciteit van AEB uit te breiden met een hoogrendement centrale (HRC), dit betekende ook een belangrijke uitbreiding van de capaciteit die de behoefte ruimschoots oversteeg. Om deze extra capaciteit te benutten werd ook bedrijfsafval en afval uit het buitenland aangetrokken. Na de bouw van de HRC vervulde AEB niet langer alleen een publieke functie, maar werd ook actiever op de commerciële markt. Hiermee kwam de verzelfstandiging van AEB een stap dichterbij. Op 10 december 2013 werd AEB Amsterdam opgericht en de inbreng van de gemeentelijke activiteiten heeft juridisch plaatsgevonden op 1 januari 2014. De aandelen zijn voor 100% in eigendom van de gemeente Amsterdam.
In de zomer van 2019 ging AEB bijna failliet door technische en veiligheidsproblemen. Om de financiële positie te versterken heeft de gemeente Amsterdam het aandelenbelang van 50% in Westpoort Warmte B.V. overgenomen. In maart 2021 kreeg AEB hiervoor 73 miljoen euro. Westpoort Warmte gebruikte de warmte van AEB om 35.000 huishoudens van stadsverwarming te voorzien.
In december 2021 werd bekend dat de gemeente de aandelen AEB gaat verkopen aan afvalverwerker AVR. Alle aandelen gaan over voor een bedrag van 450 miljoen euro. De verkoop is nog onder voorbehoud van goedkeuring door de Autoriteit Consument & Markt (ACM). In april 2022 kwam een voorlopig resultaat, de ACM besloot nader onderzoek te doen omdat reeds gebleken was dat de overname kan leiden tot hogere prijzen voor afvalverwerking. Andere afvalverwerkers benutten hun volledige capaciteit of liggen te ver weg waardoor de hoge transportkosten een belemmering zijn waardoor er voor de aanbieders van afval weinig tot geen alternatieven zijn. In mei 2023 verbood ACM deze transactie en de gemeente moet nu op zoek naar een alternatieve oplossing.
In oktober 2024 deed Indaver een bod op AEB. Het bedrijf was de enige bekende kandidaat, maar in februari 2025 besloot de gemeente de verkoop niet door te laten gaan. Geïnteresseerden boden een te lage prijs en stelden voorwaarden die niet voldeden aan de gestelde eisen. De komende tien jaar blijft de AEB in handen van de gemeente Amsterdam.

## Activiteiten
Jaarlijks verwerkt AEB ongeveer 1,4 miljoen ton afval.

### Afvalverbranding
Sinds 1919 wordt het Amsterdamse afval verbrand, in dat jaar werd in Amsterdam-Noord een vuilverbrandingsinstallatie van de Stadsreiniging aan Zijkanaal I in gebruik genomen. In 1969 werd deze vervangen door de grotere AVI Noord (Afvalverwerkingsinrichting Noord). De afvalverwerking verhuisde in 1993 naar de Australiëhavenweg in het Westelijk Havengebied.

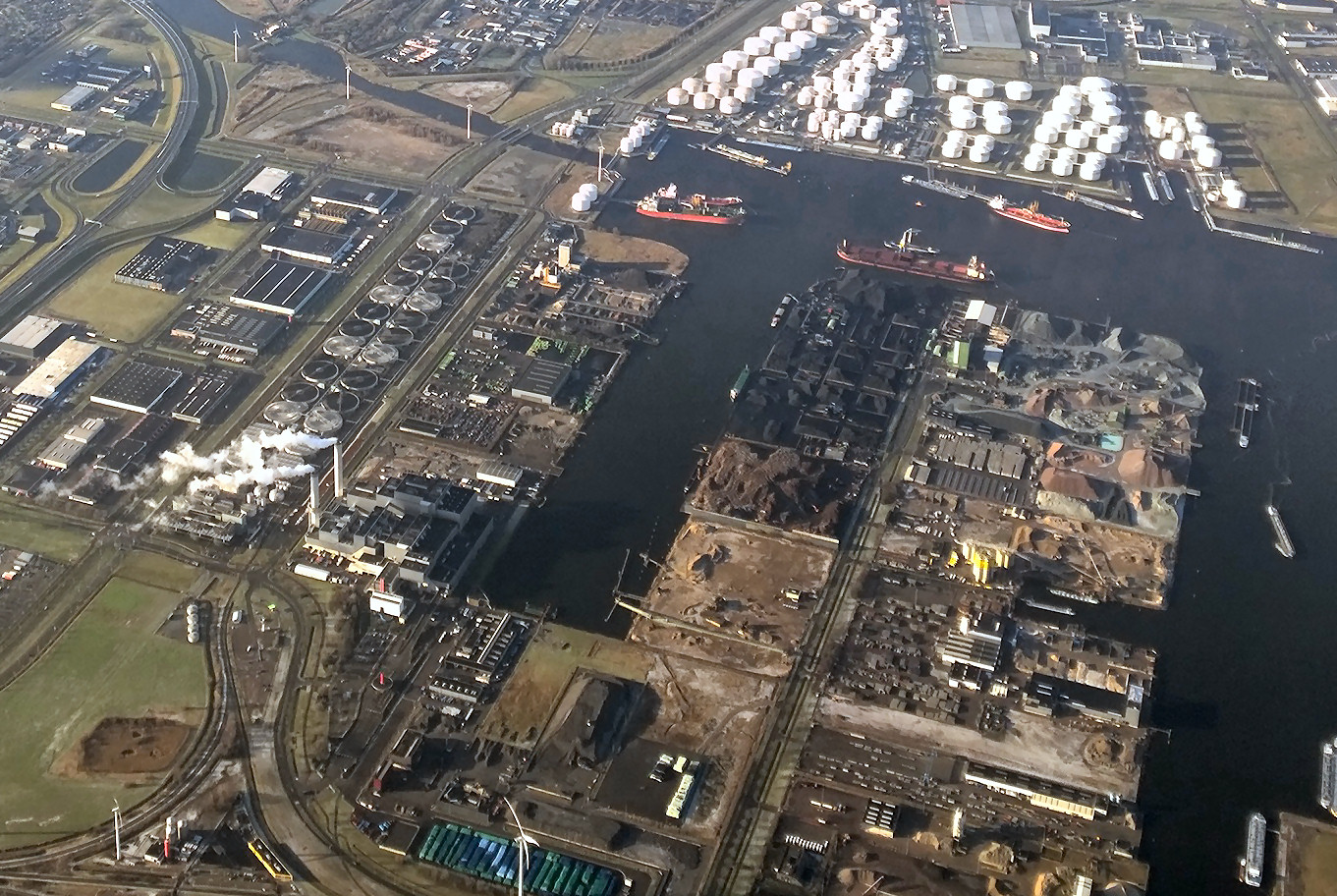
Luchtfoto van de AEB in het Amsterdamse Westelijk havengebied, januari 2015

De huidige Afvalenergiecentrale aan de Australiëhavenweg werd in 1993 in gebruik genomen. De verbrandingsinstallatie heeft een capaciteit van 900.000 ton afval en slib, en produceert per jaar zo'n 525 GWh, wat overeenkomt met een continu vermogen van zo'n 64 MW. Amsterdam en regio leveren ruim de helft van het te verwerken afval. Als gevolg van het overschot aan verwerkingscapaciteit op de Nederlandse afvalmarkt wordt daarnaast buitenlands afval aangetrokken, voornamelijk uit Engeland, om vollast te realiseren. Het elektrisch rendement bedraagt circa 22%. Daarnaast levert de centrale warmte aan de stadsverwarming via Westpoort Warmte B.V., waardoor het energetisch rendement uitkomt op ca. 28%.
In 2007 is naast de Afvalenergiecentrale de Hoogrendement centrale (HRC) in gebruik genomen. Deze heeft een capaciteit van ongeveer 600.000 ton (bedrijfs)afval en slib per jaar. De centrale is ontworpen om elektriciteit op te wekken met een rendement van ten minste 30% en daarnaast stadswarmte. De centrale heeft forse aanloopproblemen gekend als gevolg van een breuk in de as van de generator. Na aanvankelijke ingebruikstelling in augustus 2007 moest de centrale daarom weer buiten gebruik worden gesteld. Sinds 2009 draait de nieuwe centrale stabiel.
Beide centrales tezamen verwerken dagelijks enkele honderden vrachtwagens met afval. Daarnaast kan afval worden aangevoerd over het water (het terrein ligt aan de Aziëhaven) en per spoor: het AEB beschikt over een eigen spooraansluiting op het raccordement Amsterdam Houtrakpolder. Tot halverwege 2015 werden daar wekelijks enkele afvaltreinen behandeld.
In 2021 is een Bio-Energiecentrale (BEC) aan de Petroleumhavenweg gereed gekomen. Deze installatie zet snoei- en afvalhout om in duurzame energie. De BEC produceert elektriciteit en warmte, waarbij de warmte voldoende zal zijn voor zo'n 27.000 huishoudens.

### Onbrandbaar afval
Naast het verwerken van brandbaar restafval beschikt AEB over zes afvalpunten, een depot gevaarlijk afval en een sorteercentrum voor elektrische apparaten. Op de afvalpunten wordt grof afval zo gescheiden dat maximaal hergebruik mogelijk is. Op het Depot bijzonder afval (DBA) wordt gevaarlijk afval gesorteerd, opgeslagen en afgevoerd naar verschillende eindverwerkers. Ook hier wordt gekeken naar maximaal hergebruik van de diverse fracties. Bij het Regionaal Sorteer Centrum worden elektrische apparaten uit heel Noord-Holland verzameld, gesorteerd en afgevoerd naar erkende verwerkers. Ruim 80% van de teruggewonnen materialen van de elektrische apparaten kan worden hergebruikt.

### Resultaten
De netto-omzet van AEB schommelt tussen de 150 en 200 miljoen euro. De omzet bestaat uit drie grote componenten, een vergoeding voor de verwerking van afval, de verkoop van energie en de opbrengst van recyclebare materialen. In 2018 leed EAB een groot verlies door een bijzondere afschrijving ter waarde van 93 miljoen euro op de scheidingsinstallatie en de twee afvalenergiecentrales. Hierbij speelde het achterstallig onderhoud een belangrijke rol dat leidde tot een geplande langdurige stilstand van de afvalverbrandingsinstallaties in 2019. Door het stilzetten van de ketels werd in 2019 minder afval verwerkt en daalde de omzet fors. De kosten kwamen hoger uit waardoor 2019 met een groot negatief bedrijfsresultaat werd afgesloten. Dit nettoverlies drukte het groepsvermogen in de rode cijfers. Na een overgangsjaar in 2020 werd in 2021 weer een winst gerealiseerd van 107 miljoen euro. Dit was voornamelijk het gevolg van incidentele posten zoals een boekwinst van 53 miljoen euro op de de verkoop van het aandelenbelang in Westpoort Warmte en een gedeeltelijke terugdraaiing van de  bijzondere afschrijving in 2018.
| Jaar | Netto- omzet | Bedrijfs- resultaat | Netto- resultaat | Groeps- vermogen | Balans- totaal |
| ---- | ------------ | ------------------- | ---------------- | ---------------- | -------------- |
| 2014 | 159          | 23                  | 1                | 22               | 572            |
| 2015 | 163          | 33                  | 11               | 93               | 579            |
| 2016 | 164          | 31                  | 47               | 136              | 598            |
| 2017 | 159          | 26                  | 11               | 132              | 538            |
| 2018 | 183          | −101                | −99              | 28               | 454            |
| 2019 | 147          | −71                 | −82              | −54              | 450            |
| 2020 | 164          | −2                  | −7               | −45              | 444            |
| 2021 | 187          | 87                  | 107              | 62               | 536            |
| 2022 | 219          | 55                  | 35               | 88               | 535            |
| 2023 | 190          |                     | −26              |                  |                |

## Stillegging van een deel van de centrale
In juli 2019 ontstonden er grote problemen bij het bedrijf. Als gevolg van tekort aan personeel en achterstallig onderhoud aan de installaties waren er al enkele branden geweest. De toezichthouder, Omgevingsdienst Noordzeekanaalgebied, vond dat de veiligheid niet meer kon worden gegarandeerd, waarna er vier van de zes verbrandingsovens werden stilgelegd. De verwerkingscapaciteit verminderde hiermee met 70%. Hierdoor moest een deel van het (bedrijfs)afval afgevoerd worden naar stortplaatsen buiten Amsterdam, terwijl het rioolslib van de naastgelegen rioolwaterzuivering van het het Waterschap Amstel, Gooi en Vecht werd gestort in het Westelijk Havengebied.
De kiem voor dit probleem werd gelegd in 2014, toen het bedrijf werd verzelfstandigd. Er werd fors geïnvesteerd, maar door overcapaciteit bleven de inkomsten achter, waarna er werd bezuinigd op onderhoud en personeel. Dit leidde in juli 2019 tot stillegging van een groot deel van de verbrandingsovens. Begin oktober waren er weer vier ovens in gebruik en een maand later waren ze alle zes weer in bedrijf.